# جت‌آدیو
جت آدیو (به انگلیسی: jetAudio) نرم‌افزاری از گونه نرم‌افزارهای مدیا پلیر است. این نرم‌افزار توسط شرکت کره‌ای کاون توسعه می‌یابد و نخستین انتشار آن در سال ۲۰۰۰ انجام پذیرفت. جت‌آدیو توانایی پخش انواع فایل‌های صوتی و تصویری را دارد و از قابلیت‌های جانبی دیگری چون تبدیل فرمت فایل‌های صوتی و تصویری به یکدیگر نیز برخوردار است.